# Astragalina

Astragalina

L'astragalina è un composto chimico, in particolare è un 3-O-glucoside del kaempferolo. Può essere isolato da Phytolacca americana (in alcune varianti insediatasi anche in Italia come pianta infestante negli ultimi decenni) o dall'estratto metanolico di Phegopteris connectilis. È presente in numerose specie vegetali utilizzate nella farmacopea botanica tradizionale ed anche, in quantità minima, nel vino e nella birra.
Ha evidenziato proprietà antinfiammatorie, antiossidanti e protettive di varie organi.